# Liste von neuzeitlich ausgestorbenen Reptilien

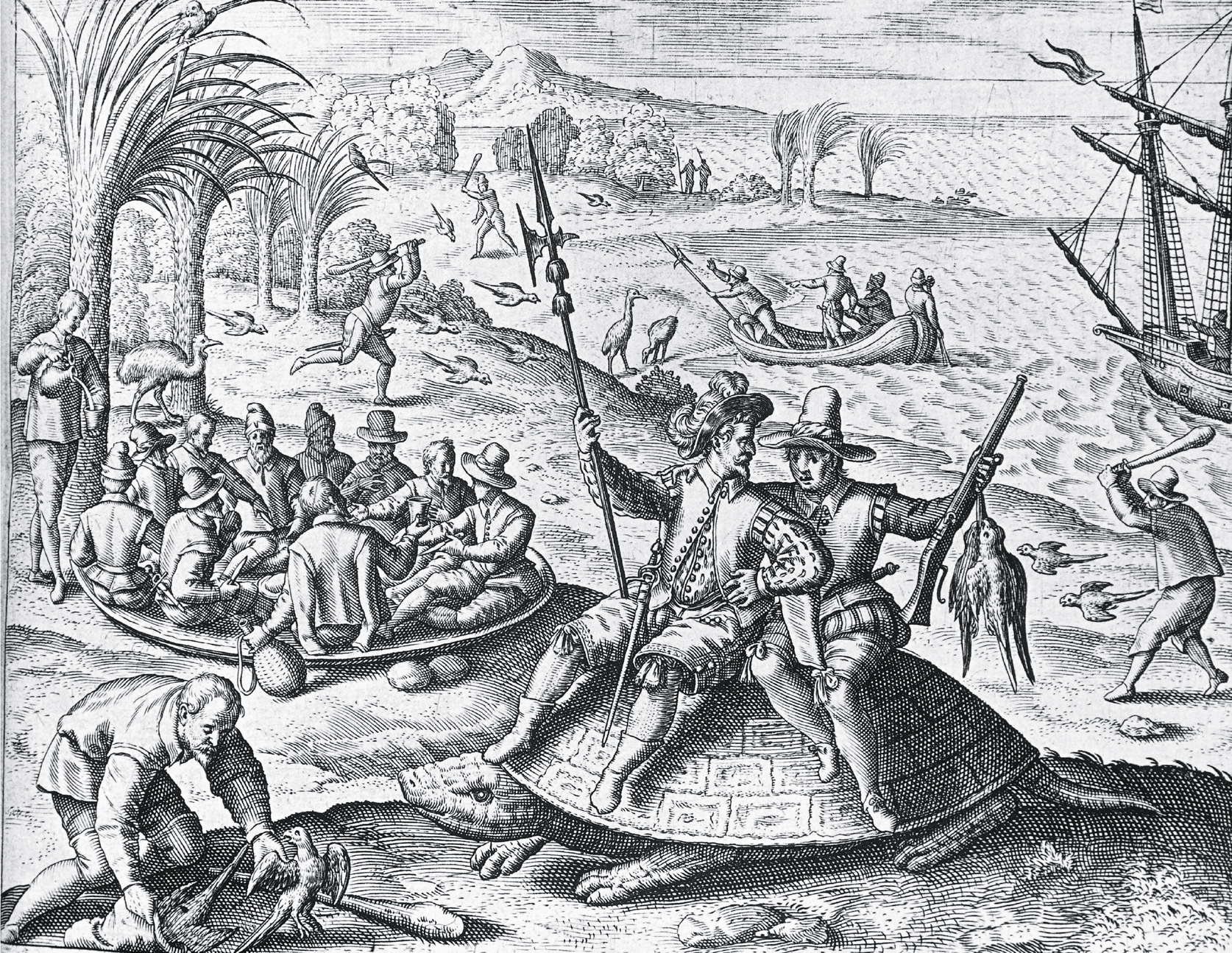
Niederländische Seeleute, die auf einer seit dem frühen 18. Jahrhundert ausgestorbenen Mauritius-Riesenschildkröte (Cylindraspis triserrata) reiten; Illustration aus dem Jahr 1598

Von den 12384 bekannten Reptilienarten listet die Rote Liste gefährdeter Arten 2024 der International Union for Conservation of Nature and Natural Resources (IUCN) folgende Gefährdungsstufen auf (Stand: 3. April 2025):
| \| Gefährdungsstufe \| Anzahl der Reptilien \| \| ------------------------------------------------------------------------ \| -------------------- \| \| (Data Deficient – ungenügende Datengrundlage) \| 01502 \| \| (Least Concern – nicht gefährdet) \| 06364 \| \| Lower Risk: Conservation Dependent – geringes Risiko: erhaltungsabhängig \| 02 \| \| (Near Threatened – potenziell gefährdet) \| 0568 \| \| (Vulnerable – gefährdet) \| 0626 \| \| (Endangered – stark gefährdet) \| 0792 \| \| (Critically Endangered – vom Aussterben bedroht) \| 0428 \| \| (Extinct In The Wild – in der Wildnis ausgestorben) \| 02 \| \| (Extinct – ausgestorben) \| 032 \| \| Summe der beschriebenen Arten: \| 10316 \| \| somit (Not Evaluated – nicht beurteilt) \| 02068 \| \| Gesamtsumme: \| 12384 \| | Die zur Anzeige dieser Grafik verwendete Erweiterung wurde dauerhaft deaktiviert. Wir arbeiten aktuell daran, diese und weitere betroffene Grafiken auf ein neues Format umzustellen. (Mehr dazu)Kreisdiagramm der Verteilung der Gefährdungsstufen |
| Gefährdungsstufe | Anzahl der Reptilien |
| (Data Deficient – ungenügende Datengrundlage) | 01502 |
| (Least Concern – nicht gefährdet) | 06364 |
| Lower Risk: Conservation Dependent – geringes Risiko: erhaltungsabhängig | 02 |
| (Near Threatened – potenziell gefährdet) | 0568 |
| (Vulnerable – gefährdet) | 0626 |
| (Endangered – stark gefährdet) | 0792 |
| (Critically Endangered – vom Aussterben bedroht) | 0428 |
| (Extinct In The Wild – in der Wildnis ausgestorben) | 02 |
| (Extinct – ausgestorben) | 032 |
| Summe der beschriebenen Arten: | 10316 |
| somit (Not Evaluated – nicht beurteilt) | 02068 |
| Gesamtsumme: | 12384 |

Man kann dieser Liste entnehmen, dass mindestens 32 Reptilienarten ausgestorben sind. Darüber hinaus gilt eine unbekannte Anzahl von Reptilientaxa als verschollen oder vermutlich ausgestorben, weil mindestens 2068 Arten noch keinen Eintrag in der IUCN-Liste gefunden haben. Auch von den 428 vom Aussterben bedrohten Reptilienarten sind laut der IUCN 49 wahrscheinlich schon endgültig ausgestorben, somit ist die Anzahl der ausgestorbenen Reptilienarten viel (?) höher als die angegebenen 32 Arten. Entweder sind sie seit Jahrzehnten nicht mehr nachgewiesen worden, oder ihr Lebensraum ist so stark zerstört, dass ein weiteres Überleben unwahrscheinlich erscheint.
Das richtige Aussterbejahr ist meistens nicht bekannt, in der Literatur werden deswegen auch unterschiedliche Angaben gemacht, die sich durchaus um Jahrzehnte unterscheiden können. Es wird in dieser Liste in der Regel das bei der Reptile Database oder bei der IUCN angegebene Aussterbejahr angegeben.

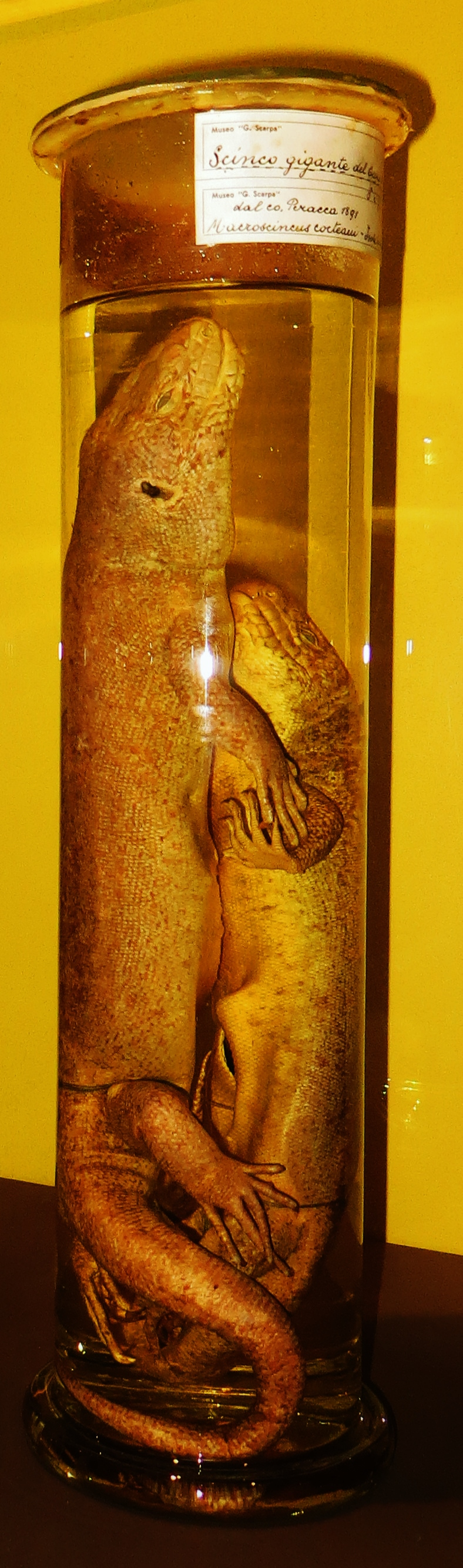
Präparate von zwei Kapverdischen Riesenskinks (Chioninia coctei), welche im Jahr 1912 zuletzt lebend gesichtet wurden

## Aufnahme in die Liste
In dieser Liste werden diejenigen Reptilienarten und -unterarten aufgenommen, deren IUCN-Gefährdungsstatus  oder  (PE) lautet und ausgestorben oder wahrscheinlich ausgestorben (Possibly Extinct) sind. Weiters, weil die IUCN-Liste nicht vollständig ist, werden auch Reptilienarten aufgenommen, die nach anderen Quellen ausgestorben sind und von denen zumindest ein Eintrag in der Reptile Database vorhanden ist. Oft werden auch Synonyme erwähnt, weil in diversen Quellen ein und dieselbe Art mit verschiedenen wissenschaftlichen Namen benannt wird, obwohl es sich um dieselbe Art handelt. Auf diese Art und Weise kann sich eine schon für ausgestorben geglaubte Art als noch lebend herausstellen. So gilt zum Beispiel die auf den Seychellen endemische Pelomedusenschildkröte Pelusios seychellensis bei der IUCN als ausgestorben, weil sie angeblich seit dem Jahr 1895 nicht mehr gesichtet wurde, in der Reptile Database wird aber festgestellt, dass diese Art ein Synonym der Art Pelusios castaneus ist, welche aber noch nicht ausgestorben ist. Somit irrt sich die IUCN bei dem Gefährdungsgrad dieser Art. Ebenso irrt sich die IUCN in der Einschätzung des Gefährdungsgrades der Galapagos-Riesenschildkröte Chelonoidis phantasticus (zu deutsch Fernandina-Riesenschildkröte). Die IUCN gibt ihr den Status kritisch bedroht, wahrscheinlich ausgestorben (CR (PE)) und hielt diese Art seit dem Jahr 1964 für ausgestorben, ein etwa 100 Jahre altes Weibchen wurde aber am 17. Februar 2019 auf der Insel Fernandina wiederentdeckt.

## Gründe des Aussterbens
Das Jahr 1500 gilt für die IUCN als Schlüsseljahr, da ab diesem Zeitpunkt die Entdeckung und Besiedelung der entlegensten Erdwinkel durch die Europäer eingeleitet wurde und sowohl die Menschen als auch faunenfremde Tierarten wie Katzen und Ratten ein Massenaussterben vieler Reptilientaxa verursachten. Vor allem endemische Arten auf abgelegenen Inseln sind vom Aussterben betroffen. Im karibischen Raum sind auch Mangusten für das Aussterben von einigen Arten mitverantwortlich (wie zum Beispiel für die Arten Spondylurus magnacruzae, Spondylurus spilonotus, Hypsirhynchus ater, Hypsirhynchus melanichnus etc.)

## Liste der nach 1500 ausgestorbenen Reptilien
Die folgende Liste kann man nicht nur nach dem wissenschaftlichen Namen, dem deutschen Namen, der Familie und dem Gefährdungsstatus, sondern auch nach ihrer Verbreitung ordnen, wobei alphabetisch aufsteigend nach dem Staat, in dem die Art vorkommt, geordnet wird (dieser Staat wird in Klammern geschrieben). Auch nach dem Jahr der letzten Sichtung kann man diese Liste ordnen (leider ist nicht bei allen Arten das Jahr der letzten Sichtung bekannt bzw. eruierbar). In der Spalte mit dem wissenschaftlichen Namen sind auch die Wikidata-Links (die farbigen Balken) anklickbar.
| in der Tabelle vorkommende Tierordnungen                                              |
| ------------------------------------------------------------------------------------- |
| Ordnung Schuppenkriechtiere (Squamata), Infraordnung Schleichenartige (Anguimorpha)   |
| Ordnung Schuppenkriechtiere (Squamata), Infraordnung Geckoartige (Gekkota)            |
| Ordnung Schuppenkriechtiere (Squamata), Infraordnung Gymnophthalmoidea                |
| Ordnung Schuppenkriechtiere (Squamata), Infraordnung Leguanartige (Iguania)           |
| Ordnung Schuppenkriechtiere (Squamata), Infraordnung Lacertibaenia                    |
| Ordnung Schuppenkriechtiere (Squamata), Infraordnung Skinkartige (Scincoidea)         |
| Ordnung Schuppenkriechtiere (Squamata), Unterordnung Schlangen (Serpentes)            |
| Ordnung Schildkröten (Testudinata), Unterordnung Halsberger-Schildkröten (Cryptodira) |

| Wissenschaftlicher Name und Wikidata-Link | Deutscher Name                                                                             | Familie                                       | Verbreitung | Gefährdungs- status | zuletzt gesichtet | Links                   | Bild |
| --- | ------------------------------------------------------------------------------------------ | --------------------------------------------- | --- | ------------------- | --- | ----------------------- | --- |
| Ordnung Schuppenkriechtiere (Squamata), Infraordnung Schleichenartige (Anguimorpha) |                                                                                            |                                               | |                     | |                         | |
| Caribicus anelpistus, Syn.: Celestus anelpistus |                                                                                            | Doppelzungenschleichen (Diploglossidae)       | San Cristóbal (Dominikanische Republik) | (PE)                | konnte nur im Jahr 1977 gesammelt werden | [ 12 ] [ 13 ]           | |
| Celestus occiduus | Gelbe Gallwespenschleiche                                                                  | Doppelzungenschleichen (Diploglossidae)       | (Jamaika) | (PE)                | zuletzt gesichtet 1851 | [ 14 ] [ 15 ] [ 16 ]    | Gelbe Gallwespenschleiche (Celestus occiduus)                                                                                     |
| Ordnung Schuppenkriechtiere (Squamata), Infraordnung Geckoartige (Gekkota) |                                                                                            |                                               | |                     | |                         | |
| Cyrtodactylus celatus |                                                                                            | Geckos (Gekkonidae)                           | Westtimor (Provinz Nusa Tenggara Timur, Indonesien) | (PE)                | nur ein Exemplar, der Holotyp, ist bekannt, der im Jahr 1924 gesammelt wurde | [ 17 ] [ 18 ]           | |
| Gigarcanum delcourti, Syn.: Hoplodactylus delcourti | Delcourts Gecko, Kawekaweau-Gecko                                                          | Doppelfingergeckos (Diplodactylidae)          | (Neuseeland) |                     | wahrscheinlich Mitte des 19. Jahrhunderts ausgestorben, nur ein einziges Belegexemplar bekannt | [ 19 ] [ 20 ]           | Kawekaweau-Gecko (Gigarcanum delcourti)                                                                                           |
| Lepidoblepharis miyatai |                                                                                            | Sphaerodactylidae                             | Departamento del Magdalena (Kolumbien) | (PE)                | nur sieben Exemplar konnten im August 1964 gesammelt werden; danach wurden keine mehr gesehen | [ 21 ] [ 22 ]           | Angeblich Lepidoblepharis miyatai                                                                                                 |
| Lepidodactylus gardineri |                                                                                            | Geckos (Gekkonidae)                           | Rotuma Island (Fidschi) | (PE)                | wurde im Jahr 1987 zuletzt gesammelt | [ 23 ] [ 24 ]           | |
| Lygodactylus inexpectatus | Daressalam-Zwerggecko                                                                      | Geckos (Gekkonidae)                           | Daressalam (Tansania) |                     | nur ein Exemplar, der Holotyp, ist bekannt, das um 1964 gesammelt wurde | [ 25 ] [ 26 ]           | |
| Nactus soniae |                                                                                            | Geckos (Gekkonidae)                           | Insel Réunion (Frankreich) |                     | wurde aufgrund von subfossilen Knochen und DNA-Untersuchungen beschrieben; es wird vermutet, dass diese Art bis in die Kolonialzeit überlebt hat, also nach 1500 ausgestorben ist | [ 27 ] [ 28 ]           | |
| Phelsuma edwardnewtoni, Syn.: Phelsuma edwardnewtonii | Rodrigues-Taggecko                                                                         | Geckos (Gekkonidae)                           | Insel Rodrigues (Mauritius) |                     | letzte Sichtung 1917; es existieren nur 7 konservierte Exemplare, 6 davon in Museen | [ 29 ] [ 30 ]           | Alkoholpräparat vom Rodrigues-Taggecko (Phelsuma edwardnewtoni) · Zeichnung vom Rodrigues-Taggecko (Phelsuma edwardnewtoni), 1885 |
| Phelsuma gigas | Rodrigues-Riesengecko                                                                      | Geckos (Gekkonidae)                           | Insel Rodrigues (Mauritius) |                     | letzte Sichtung 1841 auf vorgelagerten Inseln vor Frégate | [ 31 ] [ 32 ]           | Fossile Knochen des Rodrigues-Riesengecko (Phelsuma gigas)                                                                        |
| Sphaerodactylus elasmorhynchus |                                                                                            | Sphaerodactylidae                             | südsüdöstlich von Marché Léon (Département Grand’Anse, Haiti) | (PE)                | nur vom Holotyp bekannt, der im Jahr 1966 gesammelt wurde; danach nie wieder gesichtet | [ 33 ] [ 34 ]           | |
| Sphaerodactylus lazelli |                                                                                            | Sphaerodactylidae                             | Cap-Haïtien (Département Nord, Haiti) | (PE)                | konnte nur ein Mal im Jahr 1960 gesammelt werden | [ 35 ] [ 36 ]           | |
| Sphaerodactylus williamsi |                                                                                            | Sphaerodactylidae                             | Umgebung von Ca Soleil (Département Artibonite, Haiti) | (PE)                | konnte nur ein einziges Mal vor 1983 gesammelt werden; danach nie wieder gesichtet | [ 37 ] [ 38 ]           | |
| Tarentola albertschwartzi |                                                                                            | Blattfingergeckos (Phyllodactylidae)          | (Jamaika) |                     | nur vom Holotyp bekannt, das um 1884 gesammelt wurde | [ 39 ] [ 40 ]           | |
| Ordnung Schuppenkriechtiere (Squamata), Infraordnung Gymnophthalmoidea |                                                                                            |                                               | |                     | |                         | |
| Contomastix charrua, Syn.: Cnemidophorus charrua | Charrua-Rennechse                                                                          | Schienenechsen, Tejus (Teiidae)               | Cabo Polonio (Fischer- und Badeort in Uruguay) |                     | nur dort im Jahr 1977 gesichtet; in der Reptile Database unter der noch nicht ausgestorbenen Art Contomastix lacertoides gelistet | [ 41 ] [ 42 ]           | |
| Holcosus orcesi |                                                                                            | Schienenechsen, Tejus (Teiidae)               | in der Region um Santa Isabel (Provinz Azuay, Ecuador) | (PE)                | sieben Exemplare konnten im Jahr 1959 gesammelt werden, danach nie wieder gesichtet | [ 43 ] [ 44 ]           | |
| Pholidoscelis cineraceus, Pholidoscelis cineracea, Syn.: Ameiva cineracea | Guadeloupe-Ameive                                                                          | Schienenechsen, Tejus (Teiidae)               | Guadeloupe (Französische Überseegebiete) |                     | drei Exemplare wurden 1914 gesammelt, die Population dürfte im September 1928 im Okeechobee-Hurrikan ausgelöscht worden sein | [ 45 ] [ 46 ] [ 47 ]    | Guadeloupe-Ameive (Pholidoscelis cineraceus)                                                                                      |
| Pholidoscelis major, Syn.: Ameiva major | Martinique-Ameive                                                                          | Schienenechsen, Tejus (Teiidae)               | Îles de la Petite Terre (Guadeloupe, Französische Überseegebiete) |                     | zwei von drei Belegexemplare wurden vor 1825 gefunden, evtl. um 1928 zuletzt gesichtet; der Verbreitungsort ist unsicher; gilt seit dem Jahr 1935 als ausgestorben | [ 48 ] [ 49 ] [ 50 ]    | Martinique-Ameive (Pholidoscelis major)                                                                                           |
| Ordnung Schuppenkriechtiere (Squamata), Infraordnung Leguanartige (Iguania) |                                                                                            |                                               | |                     | |                         | |
| Anolis roosevelti, Syn.: Xiphosurus roosevelti | Roosevelts Anolis                                                                          | Dactyloidae                                   | Inseln Vieques und Culebra (Puerto Rico, USA), Insel Saint John (Amerikanische Jungferninseln, USA), Insel Tortola (Britische Jungferninseln, Britische Überseegebiete) | (PE)                | letztes Exemplar konnte 1932 auf Culebra gesammelt werden; nur acht Exemplare sind bekannt | [ 51 ] [ 52 ]           | |
| Cyclura onchiopsis | Navassa-Nashornleguan                                                                      | Leguane (Iguanidae)                           | Insel Navassa (USA) |                     | wurde im Juli 1878 zuletzt gesichtet, in der Reptile Database unter der noch nicht ausgestorbenen Art Nashornleguan (Cyclura cornuta) gelistet (Unterart Cyclura cornuta onchiopsis) | [ 53 ] [ 54 ]           | |
| Leiocephalus anonymous |                                                                                            | Glattkopfleguane (Leiocephalidae)             | (Haiti) |                     | nur Knochenfunde bekannt, dürfte bis in historische Zeit überlebt haben | [ 55 ]                  | |
| Leiocephalus apertosulcus | Hispaniola-Glattkopfleguan                                                                 | Glattkopfleguane (Leiocephalidae)             | ((Dominikanische Republik) |                     | nur Knochenfunde bekannt, dürfte bis in präkolumbische Zeit überlebt haben | [ 56 ]                  | |
| Leiocephalus cuneus | Antigua-Glattkopfleguan                                                                    | Glattkopfleguane (Leiocephalidae)             | Anguilla (Britische Überseegebiete); Antigua und Barbuda; Guadeloupe (Französische Überseegebiete)                                                                      |                     | es wird vermutet, dass diese Art bis in die Kolonialzeit, vielleicht sogar bis ins 17. Jahrhundert überlebt hat; Etheridge beschrieb diese Art im Jahr 1964 anhand von Knochenteilen, die gefunden wurden und noch nicht besonders alt waren                                                 | [ 57 ] [ 58 ]           | |
| Leiocephalus endomychus | Hinche-Glattkopfleguan                                                                     | Glattkopfleguane (Leiocephalidae)             | (Haiti) | (PE)                | wurde im Jahr 1976 zuletzt gesichtet | [ 59 ] [ 60 ]           | |
| Leiocephalus eremitus | Navassa-Glattkopfleguan                                                                    | Glattkopfleguane (Leiocephalidae)             | Insel Navassa (USA) |                     | nur vom Holotyp aus dem Jahr 1868 bekannt | [ 61 ] [ 62 ]           | |
| Leiocephalus herminieri | Martinique-Glattkopfeguan                                                                  | Glattkopfleguane (Leiocephalidae)             | Martinique (Französische Überseegebiete) |                     | wurde im Jahr 1837 zuletzt gesichtet; fünf Belegexemplare sind bekannt | [ 63 ] [ 64 ]           | Leiocephalus herminieri |
| Leiocephalus pratensis |                                                                                            | Glattkopfleguane (Leiocephalidae)             | (im Norden von Haiti) | (PE)                | wurde im Jahr 1966 zuletzt gesichtet, das vorletzte Mal im Jahr 1929 | [ 65 ] [ 66 ]           | |
| Leiocephalus rhutidira |                                                                                            | Glattkopfleguane (Leiocephalidae)             | Département Artibonite (Haiti) | (PE)                | wurde nur ein einziges Mal im Jahr 1978 gesichtet, danach nie wieder | [ 67 ] [ 68 ]           | |
| Liolaemus cranwelli |                                                                                            | Liolaemidae                                   | Santa Cruz (Bolivien) | (PE)                | es konnte im Jahr 1973 nur ein einziges Exemplar (ein Weibchen) gesammelt werden; Lebensraum total zerstört | [ 69 ] [ 70 ]           | |
| Liolaemus exploratorum |                                                                                            | Liolaemidae                                   | Santa Cruz (Argentinien) |                     | nur Museumsmaterial bekannt, nie in freier Wildbahn beobachtet | [ 71 ] [ 72 ]           | |
| Phrynosoma douglasii | Unterart der Kurzhorn-Krötenechse, Zwerg-Kurzhorn-Krötenechse                              | Phrynosomatidae                               | British Columbia (Kanada) | Unterart:           | 1898 wurden zwei Exemplare dieser Unterart von Phrynosoma douglasii () gesammelt, 1957 wahrscheinlich noch einmal gesichtet, danach nicht mehr | [ 74 ] [ 75 ]           | |
| Rhampholeon chapmanorum |                                                                                            | Chamäleons (Chamaeleonidae)                   | Malawi Hill (Malawi) |                     | 1998 noch in einem Wald beobachtet, der aber mittlerweile nur noch aus zwei etwa 29 ha großen Waldstücken besteht | [ 76 ] [ 77 ]           | |
| Stenocercus haenschi |                                                                                            | Kielschwanzleguane (Tropiduridae)             | Balzapamba (Provinz Bolívar, Ecuador) | (PE)                | im Jahr 1901 ein einziges Mal gesammelt; danach nie mehr gesichtet | [ 78 ] [ 79 ]           | |
| Ordnung Schuppenkriechtiere (Squamata), Infraordnung Lacertibaenia |                                                                                            |                                               | |                     | |                         | |
| Cynisca gansi |                                                                                            | Eigentliche Doppelschleichen (Amphisbaenidae) | in der Nähe von Port Harcourt (Nigeria) | (PE)                | Um das Jahr 1968 wurden 20 Exemplare gefunden, seitdem trotz intensiver Suche keine mehr gesichtet | [ 80 ] [ 81 ]           | |
| Gallotia auaritae |                                                                                            | Echte Eidechsen (Lacertidae)                  | La Palma (Kanarische Inseln, Spanien) | (PE)                | möglicherweise schon um das Jahr 1500 Jahren ausgestorben (nur subfossile Knochen bekannt), es gibt aber Sichtungen im Norden La Palmas, die auf diese Art hindeuten könnten | [ 82 ] [ 83 ]           | |
| Gallotia simonyi | Unterart der El-Hierro-Rieseneidechse                                                      | Echte Eidechsen (Lacertidae)                  | Roque Chico de Salmor, eine vorgelagerte Felseninsel bei El Hierro (Kanarische Inseln, Spanien)                                                                         | Unterart:           | diese Unterart von Gallotia simonyi () wurde in den 1930er-Jahren wegen übermäßigen wissenschaftlichen und kommerziellen Sammlungen ausgerottet | [ 85 ]                  | |
| Podarcis lilfordi rodriquezi | Ratas-Eidechse, Unterart der Balearen-Eidechse                                             | Echte Eidechsen (Lacertidae)                  | Isla Ratas (Nachbarinsel der Illa del Rei bei Menorca, Spanien) | Unterart:           | diese Unterart von Podarcis lilfordi () wurde im Jahr 1950 zuletzt gesichtet | [ 87 ] [ 88 ]           | Ratas-Eidechse (Podarcis lilfordi rodriquezi)                                                                                     |
| Podarcis siculus sanctistephani, Podarcis sicula sanctistephani | Santo Stefano-Eidechse, San Stephano-Ruineneidechse, Unterart der Ruineneidechse           | Echte Eidechsen (Lacertidae)                  | Insel Santo Stefano (nahe der Insel Ventotene, Italien) | Unterart:           | diese Unterart von Podarcis siculus () wurde im Jahr 1914 zuletzt gesichtet | [ 90 ] [ 91 ] [ 92 ]    | Ruineneidechse (Podarcis siculus), nicht die Unterart sanctistephani                                                              |
| Ordnung Schuppenkriechtiere (Squamata), Infraordnung Skinkartige (Scincoidea) |                                                                                            |                                               | |                     | |                         | |
| Alinea lanceolata | Barbados-Skink                                                                             | Skinke, Glattechsen (Scincidae)               | (Barbados) | (PE)                | wurde im Jahr 1889 zuletzt gesichtet; nur drei Exemplare konnten gesammelt werden | [ 93 ] [ 94 ]           | |
| Alinea luciae | St. Lucia-Skink                                                                            | Skinke, Glattechsen (Scincidae)               | (St. Lucia) |                     | vier Belegexemplare aus dem Jahr 1889 sind bekannt, allesamt im British Museum | [ 95 ] [ 96 ]           | |
| Capitellum mariagalantae | Marie-Galante-Skink                                                                        | Skinke, Glattechsen (Scincidae)               | Insel Marie-Galante (Guadeloupe, Französische Überseegebiete) | (PE)                | ein einziges Exemplar, ein adultes Weibchen mit 6 Föten, wurde (wahrscheinlich) in den 1830er-Jahren (auf jeden Fall vor 1862, dem Jahr der Erstbeschreibung) gesichtet und gesammelt, danach nie wieder                                                                                     | [ 97 ] [ 98 ]           | |
| Capitellum metallicum |                                                                                            | Skinke, Glattechsen (Scincidae)               | Insel Martinique (Übersee-Département von Frankreich) | (PE)                | nur ein einziges Exemplar bekannt, das vor 1879 gesammelt wurde | [ 99 ] [ 100 ]          | |
| Capitellum parvicruzae |                                                                                            | Skinke, Glattechsen (Scincidae)               | Insel Saint Croix (Amerikanische Jungferninseln, USA) | (PE)                | nur ein Exemplar bekannt, das 1875 gesammelt wurde | [ 101 ] [ 102 ]         | |
| Chioninia coctei, Syn.: Macroscincus coctei | Kapverdischer Riesenskink                                                                  | Skinke, Glattechsen (Scincidae)               | Ilhéu Branco, Ilhéu Raso (Kapverdische Inseln, Kap Verde) |                     | wurde im Jahr 1912 zuletzt gesichtet | [ 103 ] [ 104 ]         | Kapverdischer Riesenskink (Chioninia coctei), Illustration von J. Terrier, 1885                                                   |
| Copeoglossum redondae | Redonda-Skink                                                                              | Skinke, Glattechsen (Scincidae)               | Insel Redonda (Antigua und Barbuda) |                     | ein einziges Exemplar, ein adultes Weibchen, wurde zwischen 1863 und 1873 gesichtet und gesammelt | [ 105 ] [ 106 ]         | |
| Emoia nativitatis |                                                                                            | Skinke, Glattechsen (Scincidae)               | Weihnachtsinsel (Australien) |                     | im August 2010 wurde das letzte Tier in freier Wildbahn gesehen; am 31. Mai 2014 starb das letzte Exemplar namens Gump | [ 108 ] [ 109 ]         | Links: Lepidodactylus listeri, Mitte: Emoia nativitatis, rechts: Cryptoblepharus egeriae                                          |
| Flexiseps valhallae, Syn.: Amphiglossus valhallae |                                                                                            | Skinke, Glattechsen (Scincidae)               | Inseln Îles Glorieuses und Île du Lys (Glorioso-Inseln, Französische Überseegebiete)                                                                                    | (PE)                | nur drei Exemplare konnten gesammelt werden, zuletzt im Jahr 1906 | [ 110 ] [ 111 ]         | |
| Gongylomorphus bojerii borbonica | Unterart von Bojers Skink                                                                  | Skinke, Glattechsen (Scincidae)               | Insel Réunion (Frankreich) | Unterart:           | diese Unterart von Gongylomorphus bojerii () wurde im Jahr 1839 zuletzt gesichtet | [ 113 ] [ 6 ]           | Bojers Skink (Gongylomorphus bojeri), aber nicht die Unterart borbonica                                                           |
| Gongylomorphus borbonicus |                                                                                            | Skinke, Glattechsen (Scincidae)               | Insel Réunion (Frankreich) |                     | letzte Sichtung im Jahr 1839 | [ 114 ] [ 115 ]         | |
| Leiolopisma ceciliae | Réunion-Riesenskink                                                                        | Skinke, Glattechsen (Scincidae)               | Insel Réunion (Frankreich) |                     | letzte Sichtung evtl. 17. Jahrhundert; wurde aufgrund von subfossilen Knochen und DNA-Untersuchungen beschrieben | [ 116 ] [ 117 ]         | |
| Leiolopisma mauritiana | Mauritius-Riesenskink                                                                      | Skinke, Glattechsen (Scincidae)               | (Mauritius) |                     | nur subfossil bekannt, hat aber wahrscheinlich bis 1500 überlebt | [ 118 ] [ 119 ]         | Modell vom Mauritius-Riesenskink (Leiolopisma mauritiana)                                                                         |
| Mabuya cochonae |                                                                                            | Skinke, Glattechsen (Scincidae)               | Insel Îlet à Cochons (Guadeloupe, Französische Überseegebiete) | (PE)                | es konnten nur zwei Exemplare im Jahr 1963 gesammelt werden | [ 120 ] [ 121 ]         | |
| Mabuya grandisterrae |                                                                                            | Skinke, Glattechsen (Scincidae)               | Insel Grande-Terre (Guadeloupe, Französische Überseegebiete) | (PE)                | wurde im Jahr 1920 zuletzt gesichtet | [ 122 ] [ 123 ]         | |
| Mabuya guadeloupae |                                                                                            | Skinke, Glattechsen (Scincidae)               | Insel Grande-Terre (Guadeloupe, Französische Überseegebiete) | (PE)                | wurde im Jahr 1892 zuletzt gesichtet; nur drei Exemplare bekannt | [ 124 ] [ 125 ]         | |
| Mabuya hispaniolae |                                                                                            | Skinke, Glattechsen (Scincidae)               | Santo Domingo (Dominikanische Republik) | (PE)                | wurde im Jahr 1937 zuletzt gesichtet; Mangusten spielten für das Aussterben eine große Rolle | [ 126 ] [ 127 ]         | |
| Mabuya mabouya |                                                                                            | Skinke, Glattechsen (Scincidae)               | Saint-Pierre und Fort-de-France (Insel Martinique, Übersee-Département von Frankreich)                                                                                  | (PE)                | wurde im Jahr 1889 zuletzt gesichtet; Mangusten spielten für das Aussterben eine große Rolle; laut der Reptile Database könnte die Art noch existieren | [ 128 ] [ 129 ]         | Ganz oben Mabuya mabouya |
| Mabuya montserratae | Montserrat-Skink                                                                           | Skinke, Glattechsen (Scincidae)               | Insel Montserrat (Britische Überseegebiete) | (PE)                | wurde im Jahr 1984 das erste und einzige Mal gesichtet; ein Vulkanausbruch im Jahr 1998 und Ratten und Katzen spielten für das Aussterben eine große Rolle; acht Exemplare konnten gesammelt werden                                                                                          | [ 130 ] [ 131 ]         | |
| Oligosoma infrapunctatum |                                                                                            | Skinke, Glattechsen (Scincidae)               | Stephens Island (am nördlichen Ende der Südinsel, Neuseeland) | (PE)                | wurde im Jahr 1887 zuletzt gesichtet | [ 132 ] [ 133 ]         | Angeblich Oligosoma infrapunctatum                                                                                                |
| Scelotes guentheri |                                                                                            | Skinke, Glattechsen (Scincidae)               | in der Nähe von Durban (KwaZulu-Natal, Südafrika) |                     | ein einziges Exemplar wurde im Jahr 1886 gefunden und 1887 von Boulenger beschrieben, seither wurde kein Exemplar mehr gesichtet | [ 134 ] [ 135 ]         | |
| Spondylurus anegadae | Anegada-Skink                                                                              | Skinke, Glattechsen (Scincidae)               | Insel Anegada (Britische Jungferninseln, Britische Überseegebiete) | (PE)                | konnte nur im Jahr 1966 gesichtet und gesammelt werden | [ 136 ] [ 137 ]         | |
| Spondylurus haitiae |                                                                                            | Skinke, Glattechsen (Scincidae)               | Jérémie (Département Grand’Anse, Haiti) | (PE)                | nur der Holotyp konnte im Jahr 1857 oder 1858 gesammelt werden, danach nie wieder gesichtet | [ 138 ] [ 139 ]         | |
| Spondylurus lineolatus |                                                                                            | Skinke, Glattechsen (Scincidae)               | Provinz Monte Cristi (Dominikanische Republik; nördliches Haiti) | (PE)                | wurde seit dem Jahr 1985 nicht mehr gesichtet; Mangusten spielten für das Aussterben eine große Rolle | [ 140 ] [ 141 ]         | |
| Spondylurus magnacruzae |                                                                                            | Skinke, Glattechsen (Scincidae)               | Insel Green Cay und Insel Saint Croix (Amerikanische Jungferninseln, USA)                                                                                               | (PE)                | im Jahr 1882 das einzige Mal (auf Saint Croix) gesammelt; im Jahr 1964, 1987 und im September 2000 auf Green Cay (6 ha groß) noch einmal gesichtet | [ 142 ] [ 143 ]         | |
| Spondylurus martinae | Saint Martin-Skink                                                                         | Skinke, Glattechsen (Scincidae)               | Insel St. Martin (Saint-Martin, Französische Überseegebiete bzw. Sint Maarten, Niederlande)                                                                             | (PE)                | wurde im Jahr 1965 zuletzt gesichtet; Mangusten spielten für das Aussterben eine große Rolle | [ 144 ] [ 145 ]         | |
| Spondylurus monitae |                                                                                            | Skinke, Glattechsen (Scincidae)               | Insel Monito (Puerto Rico, USA) | (PE)                | sieben Museumsexemplare sind bekannt, die alle 1993 auf Monito, einer 14,7 ha großen Insel, gesammelt wurden; keine weiteren Sichtungen seit damals | [ 146 ] [ 147 ]         | |
| Spondylurus spilonotus |                                                                                            | Skinke, Glattechsen (Scincidae)               | Insel Saint John, Saint Thomas (Amerikanische Jungferninseln, USA) | (PE)                | sechs Exemplare wurden zwischen 1799 und 1877 gesammelt; seither nie mehr gesichtet | [ 148 ] [ 149 ]         | |
| Tachygyia microlepis, Syn.: Tachygia microlepis | Tonga-Skink                                                                                | Skinke, Glattechsen (Scincidae)               | (Tonga) |                     | letzte Sichtung im frühen 19. Jahrhundert | [ 150 ] [ 151 ]         | |
| Tetradactylus eastwoodae | Eastwood-Geißelschildechse                                                                 | Schildechsen (Gerrhosauridae)                 | Provinz Limpopo (Südafrika) |                     | nur von zwei Exemplaren bekannt, die im November 1911 und im Dezember 1928 gesammelt wurden | [ 152 ] [ 153 ]         | |
| Ordnung Schuppenkriechtiere (Squamata), Unterordnung Schlangen (Serpentes) |                                                                                            |                                               | |                     | |                         | |
| Anilios batillus, Syn.: Ramphotyphlops batillus |                                                                                            | Blindschlangen (Typhlopidae)                  | Wagga Wagga (New South Wales, Australien) |                     | ein einziges Exemplar konnte im späten 19. Jahrhundert gesammelt werden, seither nie wieder | [ 154 ] [ 155 ]         | |
| Anilios insperatus |                                                                                            | Blindschlangen (Typhlopidae)                  | westlich von Brisbane im Fassifern Valley (Queensland. Australien) | (PE)                | wurde am 19. Mai 1992 das erste und einzige Mal gesichtet; nur ein einziges Exemplar, der Holotyp, ist bekannt | [ 156 ] [ 157 ]         | |
| Bolyeria multocarinata | Mauritiusboa                                                                               | Bolyerschlangen (Bolyeriidae)                 | Round Island (Madagaskar) |                     | letzte Sichtung im August 1975 | [ 158 ] [ 159 ]         | Mauritiusboa (Bolyeria multocarinata)                                                                                             |
| Borikenophis sanctaecrucis, Syn.: Alsophis sanctaecrucis | Saint-Croix-Schlanknatter, Saint-Croix-Peitschennatter                                     | Nattern (Colubridae)                          | Insel Saint Croix (Amerikanische Jungferninseln, USA) | (PE)                | letzte Sichtung im späten 19. oder frühen 20. Jahrhundert | [ 160 ] [ 161 ]         | |
| Calamaria prakkei | Prakkes Riednatter                                                                         | Nattern (Colubridae)                          | Sandakan-Bucht (Borneo, Sabah, Malaysia) | (PE)                | sechs Exemplare wurden vor 1893, dem Jahr der Erstbeschreibung, gesammelt und danach nie wieder gesichtet | [ 162 ] [ 163 ]         | |
| Chrysopelea rhodopleuron viridis | Sangihe-Schmuckbaumnatter                                                                  | Nattern (Colubridae)                          | Sangihe-Inseln (nordöstlich von Sulawesi, Indonesien) | Unterart:           | von dieser Unterart von Chrysopelea rhodopleuron () ist nur von einem einzigen Exemplar bekannt, welches im Zweiten Weltkrieg zerstört wurde; Status unbekannt | [ 165 ]                 | |
| Clelia errabunda | Underwoods Mussurana                                                                       | Nattern (Colubridae)                          | (St. Lucia) |                     | letzte Sichtung Mitte des 19. Jahrhunderts | [ 166 ] [ 167 ]         | |
| Erythrolamprus cursor, Syn.: Herpetodryas cursor, Liophis cursor |                                                                                            | Nattern (Colubridae)                          | Insel Rocher du Diamant (Martinique, Übersee-Département von Frankreich)                                                                                                | (PE)                | wurde zuletzt im Jahr 1968 gesichtet; da die Insel Rocher du Diamant nur 6 ha groß ist und schon öfters seit 1968 danach gesucht wurde, geht man davon aus, dass die Art ausgestorben ist; auf Martinique ist die Art schon vor 1879 ausgestorben                                            | [ 168 ] [ 169 ]         | Erythrolamprus cursor |
| Erythrolamprus perfuscus, Syn.: Liophis perfuscus |                                                                                            | Nattern (Colubridae)                          | (Barbados) |                     | wurde zuletzt im Jahr 1963 gesichtet | [ 170 ] [ 171 ]         | |
| Farancia erytrogramma seminola | Südliche Florida-Regenbogennatter, Unterart der Regenbogen-Schlammnatter, Regenbogennatter | Nattern (Colubridae)                          | südliches Florida (USA) | Unterart:           | von dieser Unterart von Farancia erytrogramma () sind nur 3 Exemplare bekannt, die zwischen 1949 und 1952 gesammelt wurden | [ 173 ]                 | |
| Hemachatus nyangensis |                                                                                            | Giftnattern (Elapidae)                        | (Simbabwe) | (PE)                | wurde im Jahr 1988 zuletzt gesichtet | [ 174 ] [ 175 ]         | |
| Hypsirhynchus ater, Syn.: Alsophis ater | Jamaika-Schlanknatter, Schwarze Schlanknatter                                              | Nattern (Colubridae)                          | (Jamaika) | (PE)                | wurde laut IUCN um das Jahr 1900 zuletzt gesichtet; andere Quellen geben als letzte Sichtung die 1940er-Jahre an | [ 176 ] [ 177 ]         | |
| Hypsirhynchus melanichnus, Syn.: Alsophis melanichnus | Hispaniola-Peitschennatter                                                                 | Nattern (Colubridae)                          | in der Nähe von Jérémie (Département Grand’Anse, Haiti) | (PE)                | nur zwei Exemplare bekannt, die in den Jahren 1862 und 1910 gesammelt wurden | [ 178 ] [ 179 ]         | |
| Madatyphlops cariei, Syn.: Typhlops cariei | Mauritius-Wurmschlange                                                                     | Blindschlangen (Typhlopidae)                  | (Mauritius) |                     | nur subfossil bekannt; könnte im Jahr 1803 gesichtet worden sein | [ 180 ] [ 181 ]         | |
| Mitophis leptepileptus, Syn.: Leptotyphlops leptipileptus |                                                                                            | Schlankblindschlangen (Leptotyphlopidae)      | nordwestlich von Fonds-Verrettes (Département Ouest, Haiti) | (PE)                | wurde im Jahr 1984 das letzte Mal gesichtet | [ 182 ] [ 183 ]         | |
| Omoadiphas cannula |                                                                                            | Nattern (Colubridae)                          | in der Nähe des Sierra de Agalta National Parks (Departamento Olancho, Honduras)                                                                                        | (PE)                | zwei Exemplare wurden im Jahr 1989 gesammelt; danach nie wiedergefunden; das Gebiet, in dem die Art gesammelt wurde, ist von einer Kaffeeplantage auf eine Weide umgestellt worden | [ 184 ] [ 185 ]         | |
| Pseudoxyrhopus ankafinaensis |                                                                                            | Lamprophiidae                                 | bei Ankafina (Distrikt Ambohimahasoa, Region Haute Matsiatra, Madagaskar)                                                                                               | (PE)                | Konnte nur ein einziges Mal im Jahr 1881 gesammelt werden, seither nicht mehr gesichtet | [ 186 ] [ 187 ]         | |
| Trachyboa gularis |                                                                                            | Erdboas (Tropidophiidae)                      | Guayaquil (Ecuador) | (PE)                | letzte Sichtung um das Jahr 2000 | [ 188 ] [ 189 ]         | Trachyboa gularis, 1861 |
| Trimetopon viquezi |                                                                                            | Nattern (Colubridae)                          | Siquirres (Provinz Limón, Costa Rica) | (PE)                | konnte nur ein einziges Mal im Jahr 1927 gesammelt werden, seither nie mehr gesehen | [ 190 ] [ 191 ]         | |
| Tropidophis bucculentus, Syn.: Tropidophis melanurus bucculentus | Navassa-Zwergboa                                                                           | Erdboas (Tropidophiidae)                      | Insel Navassa (USA) | (PE)                | letzte Sichtung vor dem Jahr 1902; nur vier Exemplare bekannt | [ 192 ] [ 193 ] [ 194 ] | |
| Typhlops sulcatus |                                                                                            | Blindschlangen (Typhlopidae)                  | Isla Alto Velo, Île de la Gonâve, Ile Grande Cayemite (bei Hispaniola, Dominikanische Republik und Haiti)                                                               |                     | evtl. 1800 oder 1905 ausgestorben; laut IUCN nur bedroht | [ 196 ] [ 197 ]         | |
| Ordnung Schildkröten (Testudinata), Unterordnung Halsberger-Schildkröten (Cryptodira) |                                                                                            |                                               | |                     | |                         | |
| Aldabrachelys gigantea daudinii, Syn.: Dipsochelys dussumieri daudinii, Geochelone gigantea daudinii | Unterart der Aldabra-Riesenschildkröte                                                     | Landschildkröten (Testudinidae)               | (Seychellen) | Unterart:           | diese Unterart von Aldabrachelys gigantea, Syn.: Geochelone gigantea () ist zwischen 1830 und 1850 ausgestorben | [ 199 ]                 | Aldabra-Riesenschildkröte (Aldabrachelys gigantea), aber nicht die Unterart daudinii                                              |
| Chelonoidis abingdonii, Chelonoidis abingdoni, Syn.: Chelonoidis nigra abingdoni, Chelonoidis nigra abingdonii | Pinta-Riesenschildkröte                                                                    | Landschildkröten (Testudinidae)               | Insel Pinta (Galapagosinseln, Ecuador) |                     | am 24. Juni 2012 starb das letzte Exemplar namens Lonesome George, welches im Jahr 1972 der Wildnis entnommen wurde; es war auch gleichzeitig das letzte, das in der Wildnis gesichtet wurde; es existieren Schildkröten mit 50 % abingdonii-Gen-Anteil im Norden der Galapagosinsel Isabela | [ 200 ] [ 201 ]         | Lonesome George, die letzte Pinta-Riesenschildkröte (Chelonoidis abingdonii)                                                      |
| Chelonoidis niger, Syn.: Chelonoidis nigra, Chelonoidis nigra nigra | Floreana-Riesenschildkröte                                                                 | Landschildkröten (Testudinidae)               | Insel Floreana (Galapagosinseln, Ecuador) |                     | wurde im Jahr 1846 zuletzt gesichtet | [ 202 ] [ 203 ]         | |
| Chelonoidis nigra wallacei | Rabida-Riesenschildkröte                                                                   | Landschildkröten (Testudinidae)               | Insel Rábida (Galapagosinseln, Ecuador) | Unterart:           | diese Unterart von Chelonoidis niger, Syn.: Chelonoidis nigra () wurde im Jahr 1906 zuletzt gesichtet; laut IUCN ist diese Unterart ein Synonym der Art Chelonoidis guntheri () | [ 206 ]                 | |
| Als die im Indischen Ozean gelegene Inselkette der Maskarenen im Jahr 1512 vom portugiesischen Seefahrer Pedro Mascarenhas entdeckt wurde, gab es auf jeder der drei Inseln Mauritius, Réunion und Rodrigues tausende Schildkröten der Gattung Cylindraspis. Nicht einmal 290 Jahre später waren fast alle ausgerottet, auch wegen eingeschleppter Ratten und Raubtiere. |                                                                                            |                                               | |                     | |                         | |

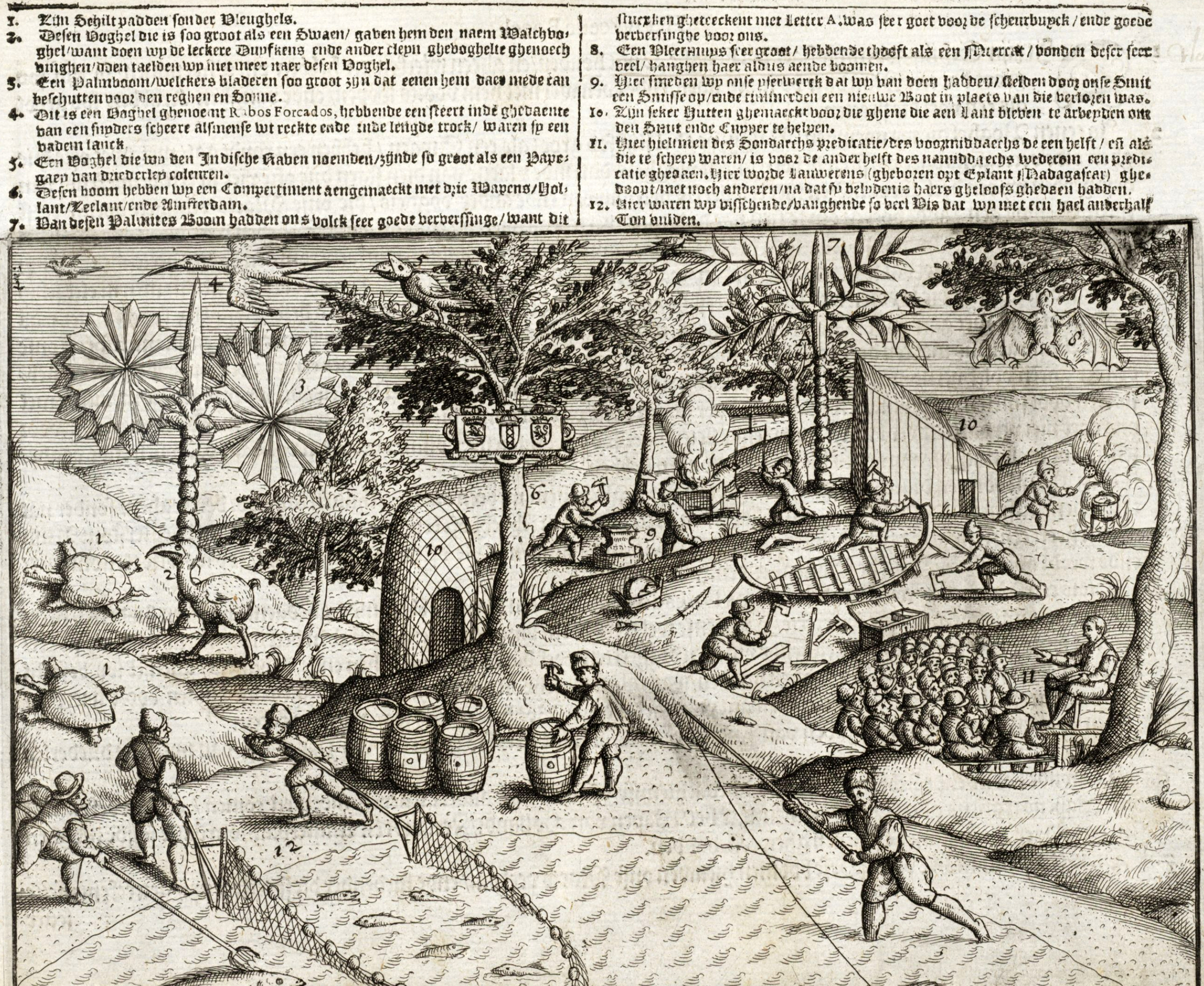
Zeichnung aus dem Jahr 1601 mit zwei auf Mauritius lebenden Cylindraspis-Arten links (Nr. 1), die seit dem frühen 18. Jahrhundert ausgestorben sind; auch zu sehen ist links ein Dodo (Nr. 2) und oben in der Mitte ein Mauritius-Papagei (Nr. 5), beide ebenfalls Ende des 17. Jahrhunderts ausgestorben

| Cylindraspis indica | Réunion-Riesenschildkröte                                                                  | Landschildkröten (Testudinidae)               | Insel Réunion (Frankreich) |                     | letzte Sichtung um 1800 | [ 207 ]                 | Cylindraspis indica, 1792 |
| Cylindraspis inepta | Mauritius-Sattelrücken-Riesenschildkröte                                                   | Landschildkröten (Testudinidae)               | (Mauritius) |                     | letzte Sichtung im frühen 18. Jahrhundert | [ 208 ]                 | Cylindraspis inepta |
| Cylindraspis peltastes | Rodrigues-Riesenschildkröte                                                                | Landschildkröten (Testudinidae)               | Insel Rodrigues (Mauritius) |                     | letzte Sichtung um 1800 | [ 209 ]                 | Cylindraspis peltastes, 1770 |
| Cylindraspis triserrata | Mauritius-Riesenschildkröte, Gewölbte Mauritius-Riesenschildkröte                          | Landschildkröten (Testudinidae)               | (Mauritius) |                     | letzte Sichtung im frühen 18. Jahrhundert | [ 210 ]                 | Cylindraspis triserrata |
| Cylindraspis vosmaeri | Rodrigues-Sattelrücken-Riesenschildkröte                                                   | Landschildkröten (Testudinidae)               | Insel Rodrigues (Mauritius) |                     | letzte Sichtung um 1800 | [ 211 ]                 | Cylindraspis vosmaeri, 1893 |
| Geochelone nigra | Santa-Fé-Riesenschildkröte                                                                 | Landschildkröten (Testudinidae)               | Insel Santa Fe (Galapagosinseln, Ecuador) |                     | letzte Sichtung um 1890; auf der Reptile Database unter der noch nicht ausgestorbenen Art Chelonoidis niger (auch Chelonoidis nigra) gelistet | [ 212 ]                 | |
| Kinosternon hirtipes megacephalum | Viesca-Klappschildkröte, Unterart der Rauhfuß-Klappschildkröte                             | Schlammschildkröten (Kinosternidae)           | in der Nähe von Viesca (südwestlich von Coahuila, Mexiko) | Unterart:           | die letzte Sichtung der Unterart von Kinosternon hirtipes () war ca. 1966 | [ 214 ]                 | |